# 淡水

地表面の淡水（ニュージーランドのハウェア湖）

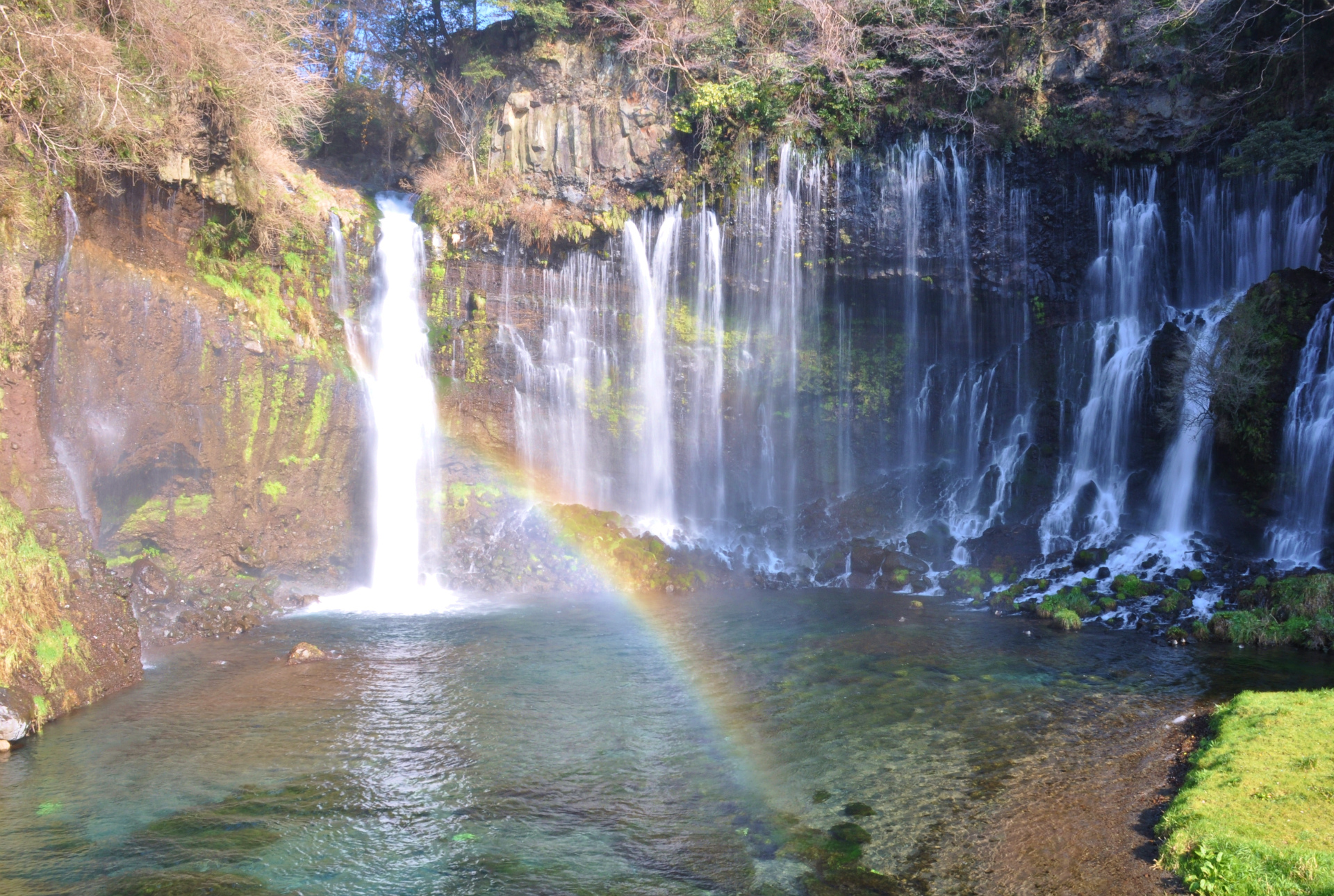
淡水は降水として陸地にもたらされて地下水や川となり、流れを集めて大きな川となる（日本の白糸の滝）

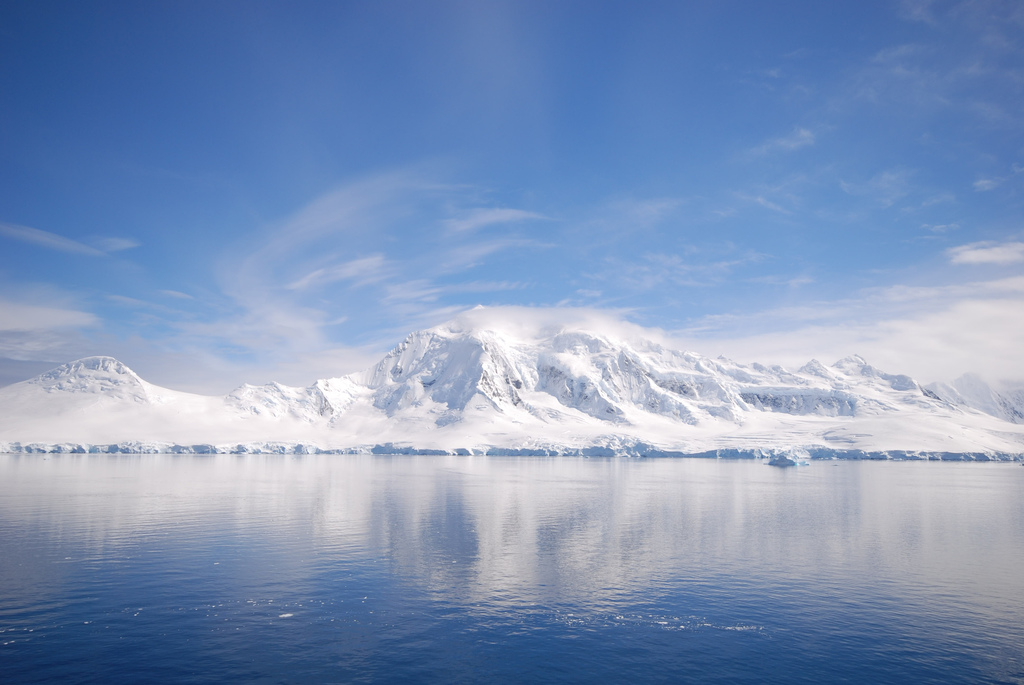
南極大陸の雪原は地球上の主要な淡水である

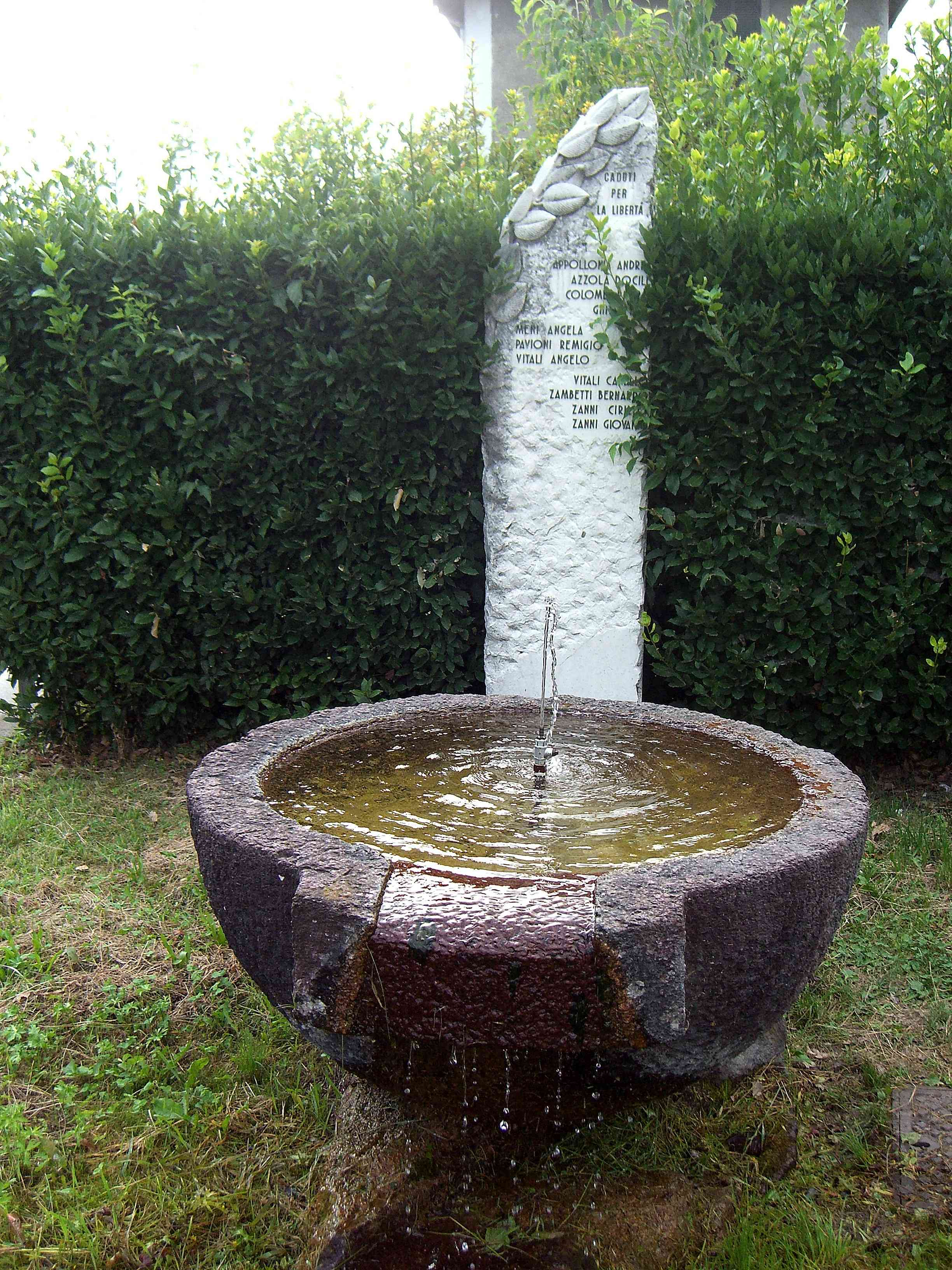
古来、生活の中に存在してきた淡水（イタリアのエンディネ・ガイアーノの水飲み場）

淡水（たんすい）あるいは真水（まみず）とは、第1義として、塩分濃度の低い水の包括的呼称（地球を含む宇宙の天体上に存在する）。第2義としては、陸棲の生物が生体維持のために利用可能な程度に塩分濃度が低い水のことである（地球にのみ存在する。cf. 水#生物と水）。

## 呼称
ミネラルなどの濃度が高すぎても低すぎても淡水とは呼ばれず、別の呼称が用いられる（高濃度=汽水・海水など、低濃度=純水など）。また、鹹水の対義語である。
英語では freshwater （fresh water とも記す。発音[ˈfrɛʃˌwɔtər, -ˌwɒtər]日本語慣習的読み：フレッシュウォーター）と言う。

## 存在の仕方
淡水は、地球の表面では、流れる水（河川など）や溜まった水（湖沼）、降り積もった氷雪（雪原や氷河）などの状態で存在する。また、地下では、氷雪を含めて地下水として、流動する状態あるいは閉じ込められた状態で存在する。一方、海には海氷以外の流氷（氷山を含む）として淡水が存在する。なお、地球上にある水の中で淡水の割合は2.5%であるが、その約7割が氷河として存在している。
人間が水資源として容易に利用可能な淡水は河川水や土壌水で、地球上の水の0.007%にすぎない。

## 化学的定義
淡水は、「塩分濃度が0.05％以下の水」と定義されている。淡水は主に雨や雪で供給される。
| 淡水湖濃度の違いによる塩化ナトリウム水溶液の呼称の変化 | 淡水湖濃度の違いによる塩化ナトリウム水溶液の呼称の変化 | 淡水湖濃度の違いによる塩化ナトリウム水溶液の呼称の変化 | 淡水湖濃度の違いによる塩化ナトリウム水溶液の呼称の変化 |
| 淡水                                                   | 汽水                                                   | 食塩水                                                 | 塩水                                                   |
| ------------------------------------------------------ | ------------------------------------------------------ | ------------------------------------------------------ | ------------------------------------------------------ |
| 0.05% <                                                | 0.05 - 3.5%                                            | 3.5 - 5.0%                                             | > 5.0%                                                 |

## 陸水
例外的に塩分濃度（ミネラル含有度）の高い河川や湖沼もあるが、このような水も含めた「陸に存在する水」を指す包括的呼称としては、陸水（りくすい、特定の英語名は無し）がある。